# Урочище «Буцни»
Урочище «Буцни» — втрачена ботанічна пам'ятка природи на землях Бохнянське лісництва, квадрат 61, ділянка 2. Була оголошена рішенням Хмельницького Облвиконкому № 156-р"б" від 11.06.1970 року.
Площа – 2,5 га.

## Опис
Дубове насадження віком 110 років, висотою 24 м, середнім діамктром 82 см.

## Скасування
Рішенням Хмельницького Облвиконкому № 194 від 26.10.1990 року пам'ятка була скасована.
Скасування статусу відбулось по причині: Дерева висохли і підлягають вирубці.